# Ambassade de Guinée en Éthiopie
L'ambassade de Guinée en Ethiopie est la mission diplomatique officielle de la république de Guinée en République fédérale démocratique d’Éthiopie, située à Addis-Abeba.
L'ambassadeur représente aussi la Guinée auprès de l’Union Africaine dont le siège est dans la capitale éthiopienne.

## Historique
La Guinée a créé son ambassade en Ethiopie en 1970 notamment à Addis-Abeba mais l’Éthiopie n'a pas une ambassade en Guinée.

## Liste des ambassadeurs
| N° | Nom et prénoms | titre de fonction   | Début            | Fin              |
| -- | -------------- | ------------------- | ---------------- | ---------------- |
| 01 | Gaoussou Touré | Ambassadeur         |                  | 4 février 2022   |
| 02 | Noumouké Kaba  | Chargé des affaires | 9 février 2022   | 14 novembre 2022 |
| 02 | Noumouké Kaba  | Ambassadeur         | 14 novembre 2022 | En cours         |

## Voir également
- Relations Éthiopie-Guinée
- Liste des missions diplomatiques en Éthiopie
- Liste des missions diplomatiques de la Guinée